# Brewster Hill
Brewster Hill – jednostka osadnicza w Stanach Zjednoczonych, w stanie Nowy Jork, w hrabstwie Putnam.